# Ruth Chepngetich
Ruth Chepngetich (8 de agosto de 1994) es una deportista keniana que compite en atletismo, especialista en la prueba de maratón.
Ganó una medalla de oro en el Campeonato Mundial de Atletismo de 2019. Obtuvo la victoria en la Maratón de Chicago en 2021, 2022 y 2024. En octubre de 2024 estableció una nueva plusmarca mundial de la maratón (2:09:57).
En julio de 2025 dio positivo en un contro antidopaje por un diurético enmascarante prohibido, y fue suspendida provisionalmente.

## Palmarés internacional
| Campeonato Mundial | Campeonato Mundial | Campeonato Mundial | Campeonato Mundial |
| Año                | Lugar              | Medalla            | Prueba             |
| ------------------ | ------------------ | ------------------ | ------------------ |
| 2019               | Doha (Catar)       | Medalla de oro     | Maratón            |